# Beetje moe
Beetje moe is een lied van de Nederlandse rapper Kevin in samenwerking met de rappers Lil' Kleine en Chivv. Het werd in 2018 als single uitgebracht en stond in hetzelfde jaar als elfde track op het album Lente van Kevin. 

## Achtergrond
Beetje moe is geschreven door Jorik Scholten, Chyvon Pala, Michiel Piek en Kevin de Gier en geproduceerd door Whiteboy. Het is een nummer uit het genre nederhop. In het lied rappen de artiesten naar een andere jongen dat zijn vriendin met de liedverteller in bed is en dat ze het eigenlijk een beetje vies vinden dat ze zo graag met de artiest willen zijn terwijl ze een vriend heeft. Voor het nummer is een videoclip gemaakt, waarin drie oudere mannen te zien zijn die Kevin, Lil' Kleine en Chivv moeten voorstellen en die dansen op en genieten van het lied. De single heeft de dubbel platina status.
De samenwerking van de drie rappers kwam tot stand toen Kevin Lil' Kleine tegenkwam bij de uitreiking van de 3FM Awards. Hier vertelde Lil' Kleine dat hij fan was van het nummer Wazig van Kevin en wisselden ze nummers uit. Kevin stuurde toen kort daarna de eerste versie van Beetje moe, waarvan hij zelf al het refrein had geschreven en een eerste couplet. Samen gingen ze de studio in en toen ze dit doet, bleek Chivv in de buurt te zijn en berichtte Kevin Chivv of hij ook op het nummer een bijdrage wilde leveren. Het was hiermee de eerste keer dat de drie artiesten tegelijkertijd op een track stonden en voor Kevin de eerste keer dat hij met allebei de artiesten samenwerkte. Kevin herhaalde de samenwerking met Lil' Kleine op Geen hype en met Chivv op In de coupe. Ook voor Lil' Kleine en Chivv was het de eerste keer dat ze samenwerkten. Zij hadden later samen de hits Ze willen mee en Je kent 't wel.

## Hitnoteringen
De artiesten hadden groot succes met het lied in de hitlijsten van het Nederlands taalgebied. Het piekte op de eerste plaats van de Single Top 100 en stond één weken op deze positie. In totaal stond het 21 weken in deze hitlijst. In de Nederlandse Top 40 kwam het tot de vijftiende plaats in de negen weken dat het er in te vinden was. In de Vlaamse Ultratop 50 was er geen notering. Het kwam hier tot de 26e plek van de Ultratip 100.